# ジョン・ポーレット (第4代ポーレット伯爵)
第4代ポーレット伯爵ジョン・ポーレット（英語: John Poulett, 4th Earl Poulett KT、1756年4月3日 – 1819年1月14日）は、イングランド貴族。1761年から1788年までヒントン子爵の儀礼称号を使用した。1778年から1803年までイースト・デヴォン民兵隊隊長を務め、1792年から1819年までサマセット統監を務めた。

## 生涯
第3代ポーレット伯爵ヴィアー・ポーレットと妻メアリー（Mary、旧姓バット（Butt）、1732年8月24日洗礼 – 1819年4月26日、リチャード・バットの娘）の長男として、1756年4月3日に生まれ、30日にセント・ジャイルズ＝イン＝ザ＝フィールズで洗礼を受けた。
1778年から1803年までイースト・デヴォン民兵隊隊長を務め、1794年3月18日に陸軍大佐への名誉進級辞令を受けた。同年5月23日にサマセットシャー・フェンシブル騎兵連隊（Somersetshire Regiment of Fencible Cavalry）隊長に任命され、5月30日にシッスル勲章を授与された。1803年9月17日にイースト・サマセット・ヨーマンリー騎兵連隊（East Somerset Regiment of Yeomanry Cavalry）隊長に任命され、1819年に死去するまで務めた。
1788年4月14日に父が死去すると、ポーレット伯爵位を継承した。
1792年10月26日にサマセット統監に任命され、1819年に死去するまで務めた。1795年11月19日に寝室侍従に任命され、1819年に死去するまで務めた。
1819年1月14日に死去、長男ジョンが爵位を継承した。

## 家族
1782年7月22日、ソフィア・ポコック（Sophia Pocock、1811年1月24日没、サー・ジョージ・ポコックの娘）と結婚、5男5女をもうけた。
- ジョン（1783年7月5日 – 1864年6月20日） - 第5代ポーレット伯爵[1]
- ソフィア（1785年3月16日 – 1859年1月9日） - 1809年11月18日、バーナード子爵ヘンリー・ヴェイン（後の第2代クリーヴランド公爵）と結婚、子供なし[11]
- ジョージ（1786年5月10日 – 1854年2月10日） - 海軍中将。1811年12月9日、キャサリン・ソフィア・ダラス（Catherine Sophia Dallas、1831年4月11日没、初代準男爵サー・ジョージ・ダラス（英語版）の娘）と結婚、子供あり[10]。第6代ポーレット伯爵ウィリアム・ヘンリー・ポーレット（英語版）の父[10]
- メアリー（1788年2月24日 – 1860年6月11日没[12]） - 1821年8月9日、チャールズ・ヘンリー・サマセット卿（英語版）と結婚、子供あり[13]
- ウィリアム（1789年9月12日 – 1805年11月28日[12]） - 生涯未婚[10]
- ヴィアー（Vere、1791年12月7日 – 1812年3月11日[12]）
- ハリエット・ブリジット・アン（Harriet Bridget Anne、1793年7月4日[12] – 1862年2月13日）
- キャサリン（1796年7月29日 – 1816年3月[12]）
- フレデリック・チャールズ（1798年7月6日 – 1808年11月16日[12]）
- オーガスタ（1801年12月27日 – 1888年12月11日[14]）

1816年7月23日、マーガレット・スミス＝バージェス（Margaret Smith-Burges、1838年5月27日没、初代準男爵サー・ジョン・スミス＝バージェスの未亡人、アニア・バージェスの娘）と再婚した。